# ثعبان الجرذان الغربية
ثعبان الجُرذان الغربيَّة هي إحدى أنواع الثعابين غير السامَّة قاطنة أمريكا الشماليَّة. يُعرف أيضًا بأسماء كثيرة أخرى، أبرزها: ثعبان الجُرذان السوداء، وثعبان الجُرذان المُرشدة، أو مجرَّد الثعبان الأسود، وعلميًّا باسم Pantherophis obsoletus، بمعنى "الثعبان الرغيفيَ العتيق". يُصنَّف هذا الثعبان من قبل الاتحاد العالمي للحفاظ على الطبيعة بأنها غير مُهددة، ولا يتعرف العلماء حاليًّا بأي نويعَةٍ منها.
على الرغم من اعتباره نوعًا غير مُهدد، غير أنّ بعض الجمهرات المحليَّة تواجه أخطارًا مُحدقة، فعلى سبيل المِثال تضع دائرة الحياة البريَّة في ولاية ميشيگن الجمهرات قاطنة ولايتها على قائمة الأنواع مدعاة القلق، وسبب ذلك هو التراجع المتواتر في مساحة موائله الطبيعيَّة بفعل استصلاح الأراضي وقطع أشجار الأحراج. أضف إلى ذلك أنها تقع ضحيَّة جهل البشر، الذين يفتكون بها عند رؤيتها خوفًا منها، على الرغم من عدم سُميَّتها. غير أنَّ العارفين يُحبذون بقاء هذه الثعابين على مقربةٍ من حدائقهم أو مزارعهم، بسبب عادتها الفتك بالكثير من القوارض المُضرَّة بالزرع.
هذه الثعابين واسعة التنوع من حيث أنماطها اللونيَّة إذ يُمكن العثور على أفراد سوداء وأخرى بُنيَّة منها، كما يُمكن العثور على البعض الأحمر أو شبه الأحمر والأصفر. أغلب الأفراد قاتمة على القسم العلوي من جسدها.

## الانتشار

### الموطن
تنتشر هذه الثعابين عبر كامل القسم الشرقي والمركزي من الولايات المتحدة، أمَّا في كندا فلا يُمكن العثور عليها إلا في جنوب أونتاريو. كذلك توجد في شمال شرق الولايات المتحدة، وتحديدًا في ولايات: نيوجيرسي (القسم الشمالي)، ونيويورك (القسم الشرقي)، وڤيرمونت (القسم الجنوبي).

### الموائل الطبيعيَّة
تُفضِّلُ هذه الثعابين سكن المناطق الحرجيَّة، ويُعرف عنها مقدرتها الكبيرة على تسلّق الأشجار، حتَّى تلك البالغة والمُعمِّرة ذات الجذوع الضخمة، دون أن تستعين بأي أغصان. ثعابين الجُرذان الغربيَّة سبَّاحةٌ ماهرة، لكنها لا تنزل في المياه عادةً إلاّ لتنتقل من منطقةٍ إلى أخرى لغرض الصيد. تسبتُ هذه الثعابين شتاءً في جحورٍ مُشتركة مع أنواعٍ أخرى من الثعابين، من شاكلة: نحاسيَّة الرأس ومُجلجلة الغِياض. وقد أدَّت هذه العادة إلى إعطاء هذه الثعابين أحد أسمائها الشائعة: «الثعبان المُرشد الأسود»، وإلى ظهور مُعتقدٍ مفاده أنَّ هذا النوع غير السَّام يقود الأنواع السامَّة إلى الجحر.

## الوصف

### القدّ

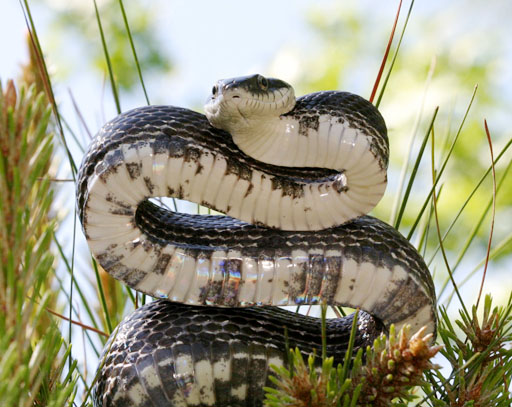
ثعبان جرذان غربيَّة تُظهر قسمها السفلي.

يُمكنُ للبوالغ من هذه الثعابين أن تبلغ أحجامًا ضخمة، حيث وُثِّق وصول طول بعضها إلى ما بين 106.5 و183 سنتيمترًا (3 أقدام و6 إنشات–6 أقدام و0 إنش)، فهي بهذا أضخم ثعابين كندا. أمَّا أضخم حجم تصله فقد بلغ عند إحدى العينات 256.5 سنتيمترات (8 أقدام و5 إنشات)، الأمر الذي يجعل من هذا الثعبان أطول ثعابين أمريكا الشماليَّة بلا مُنازع. هذا من الناحية الرسميَّة (الموثقة) أمَّا من الناحية اللارسميَّة، أشارت بضعة تقارير إلى أنَّ الثعبان النيليَّ الشرقيَ (Drymarchon couperi) يفوق هذه الثعابين طولًا، كما تبيَّن أنَّ ثعبان صنوبر مألوف (Pituophis melanoleucus) بريَّ وصل طوله إلى 2.8 أمتار (111 إنش) على الرغم من أنَّ قسمًا من ذيله كان مفقودًا. تتراوح زِنة بوالغ ثعبان الجُرذان هذه بين 1.6 إلى 2.2 كيلوغرام (3.5 إلى 4.9 أرطال).

### الأنماط اللونيَّة
الصغير منها رماديَّة الجلد ومُلطَّخة بلُطخٍ بُنيَّة قاتمة (مما يجعلها تبدو وكأنَّها ثعابينٍ ثعلبيَّة صغيرة). يأخذُ الجلد اللون القاتم النمطيّ للبوالغ مع تقدّم الثعبان في السن، فما أن يصل مرحلة النضج حتى يكون قد أصبح أسودًا لامعًا على القسم العلوي من جسده، أمَّا الشفاه والذقن والحلق فيتخذُ لونًا أبيضًا، وفي بعض الأحيان يُمكنُ للمُدقق أن يرى آثارًا من لطخات سنوات صِغره على جلده بين الحراشف، وبالأخص عندما يكون هذا الأخير ممتدَّ بعد وجبةٍ ثقيلة.

## الأسماء الشائعة
من الأسماء الشائعة الأخرى لهذه الثعابين: ثعبان الأليگاني الأسود، ثعبان الدجاج الأسود، الثعبان الأسود، ثعبان المُرشدة الأسود، ثعبان الدجاج، ثعبان الجبال الأسود، ثعبان الجبال المُرشد، المُرشدة، ثعبان الجُرذان، الثعبان الأسود الصدئ، ثعبان الأسود المُحرشف، ثعبان البقر، schwartze Schlange، جون الناعس، والرَّاسِرَة بيضاء الحلق.

## السلوك

### آليَّات الدفاع عن النفس

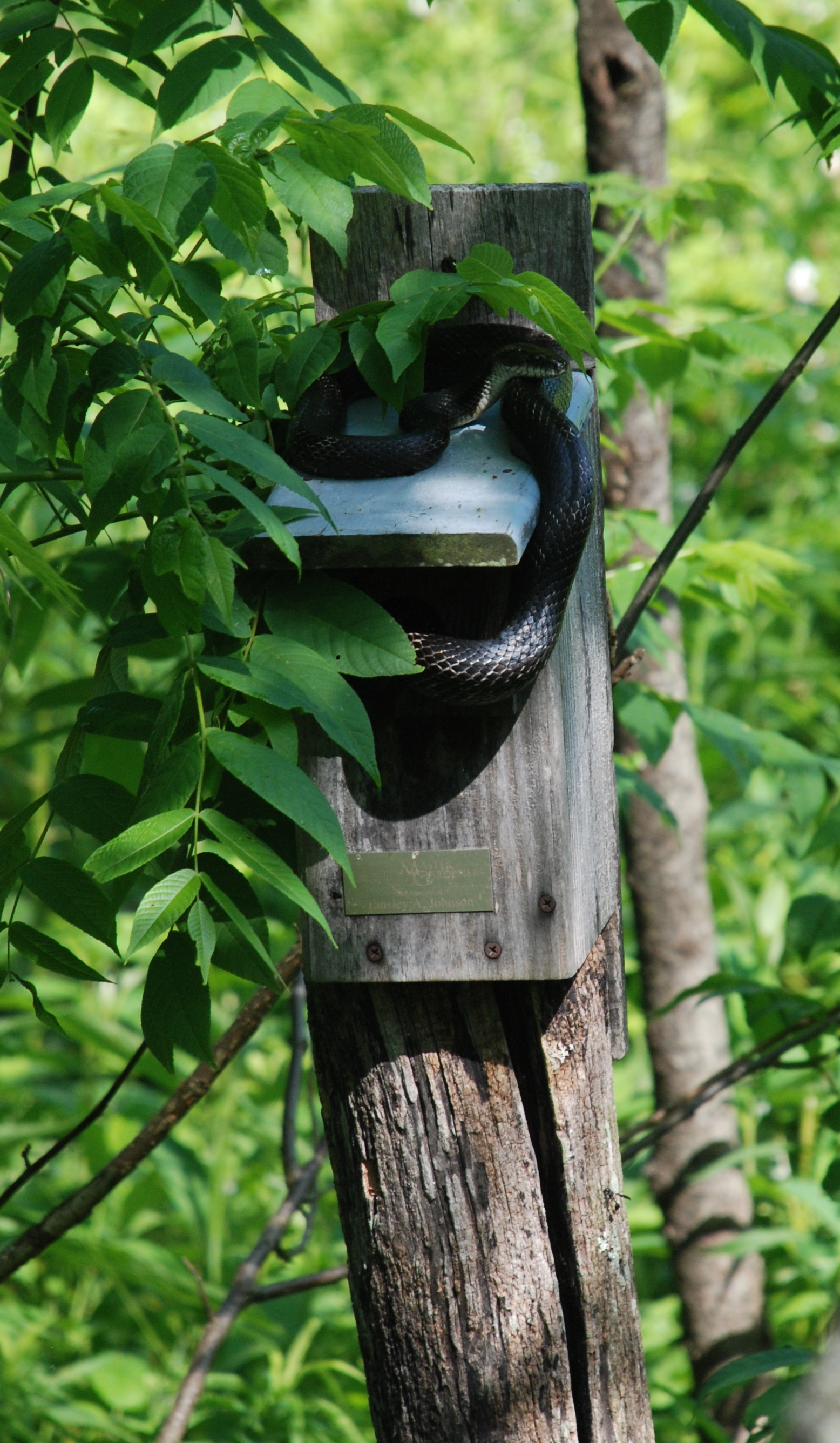
ثعبان يغير على صندوق تعشيش طيور الأُزيرق.

عندما تُجفلُ هذه الثعابين أو تشعر بدنوّ الخطر، فإنها تلتف على نفسها مُشكلةً سلسلةً من العُقد. وإن شعرت أن الخطر لم يزل قائمًا فقد تهربُ بسرعة أو تهز ذيلها بين أوراق الأشجار اليابسة مُحدثةً صوتًا شبيهًا بصوت جُلجل الأفاعي المُجلجلة (ذات الأجراس) فائقة السُميَّة، في مُحاولة لإخافة الضاري.
كذلك، فهي قادرة على إصدار رائحةٍ مسكيَّة كريهة، تُطلقها على المُفترس بحال أمسك بها، على أمل أن يدعها وشأنها ويفر هربًا من شدَّة الرائحة. يُعرف عن ثعابين الجُرذان الغربيَّة أنها تقبعُ في مكانها وتتصرَّف بعدائيَّة بحال حوصرت أو استُفزَّت، وبعض الأفراد الضخمة منها تُقدم على مُهاجمة الضاري وتُحاول دفعه بعيدًا.

### الغذاء

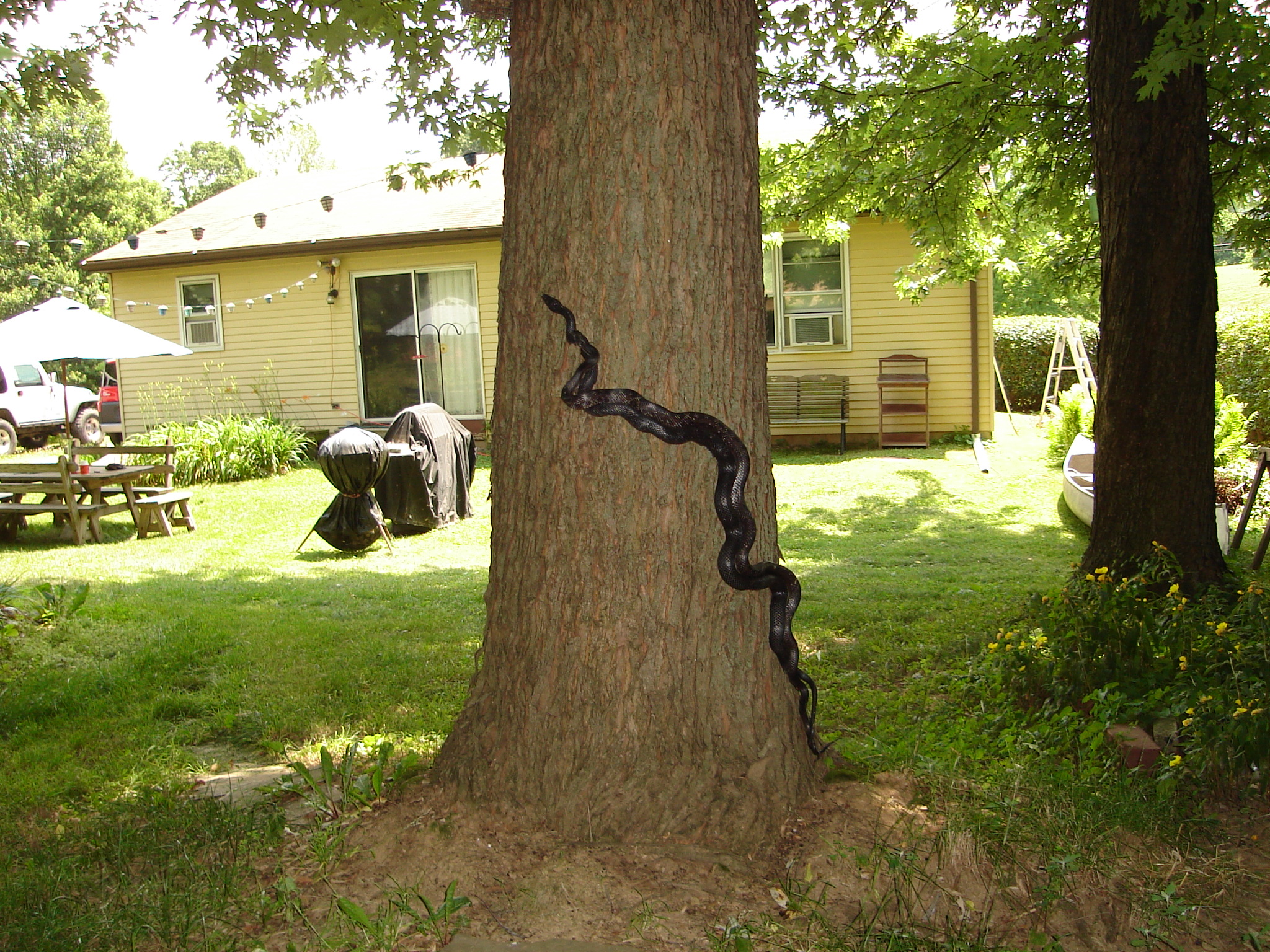
ثعبانان يتجامعان أثناء تسلّقهما جذع شجرة.

هذا النوع من الثعابين عاصر، أي أنَّه يلتف حول طريدته ويقتلها خنقًا قبل أن يقتات عليها. تفتك هذه الثعابين بالكثير من الجُرذان والفئران، كما تأكل أنوعًا أخرى من الفقاريَّات، من شاكلة: الأفاعي الأخرى، والضفادع، والسحالي، والصيدنانيَّات، والسناجب، والخرانق (صغار الأرنب)، وصغار الأپوسوم، والطيور الغرّيدة، بالإضافة لبيوض الطيور.

### التناسل
يبدأ موسم التناسل في أواخر شهر مايو وأوائل يونيو. يقوم الذكر بلف ذيله حول ذيل الأنثى حتى يتلامس فرجهما، ثم يُخرجُ أحد أعضائه التناسليَّة، وهو ما يُعرف باسم «القضيب النصفي» أو «شبه القضيب» عند الزواحف، ويولجه في عضو الأنثى، وهو البالوعة.
قد يدوم الجماع بضع دقائق فقط، وقد يدوم في بعض الأحيان ساعات طويلة. بعد خمسة أسابيع من التناسل، تضع الأنثى ما بين 12 إلى 20 بيضة يتراوح طولها بين 36 و60 ميليمترًا (1.4-2 إنش)، وعرضها بين 20 و26.5 ميليمترات (0.8-1.1 إنش). تفقسُ البيوض بعد حوالي 65 إلى 70 يومًا، خلال الفترة المُمتدة من أواخر أغسطس حتى أوائل أكتوبر. يتراوح طول الثعابين الصغيرة بين 28 و41 سنتيمترًا (11-16 إنشًا)، وتظهر وكأنَّها ثعابينٍ ثعلبيَّة صغيرة.

## التصنيف العلمي

### الجدال
كان الكثير من العُلماء، وما زال عددٌ منهم، يُصنِّف أفعى الجُرذان الغربيَّة مع جنس Elaphe، ويطلقون عليها الاسم العلمي Elaphe obsoleta. غير أنَّ أحد العلماء اكتشف أنَّ هذا الجنس لا يغدو كونه شبه عرق، لذا عاد وأدرج هذه النوع في جنس Pantherophis أي الثعابين الرغيفيَّة. وبما أنَّ كلمة Pantherophis تأتي بصيغة المُذكَّر، فقد وجب تحويل اسم النوع من صيغة المؤنَّث obsoleta إلى المُذكَّر obsoletus. أشارت عدَّة دراسات في علم النشوء والتطوّر إلى أنَّ فصل جنس Pantherophis عن جنس Elaphe كان خطوةً صحيحة.

### الفصل
اقترح البعض في سنة 2001 أن يتم فصل هذا النوع إلى ثلاثة أنواع بالاستناد على الاختلاف الجغرافي لأنماط الحمض النووي للمتقدرات. وبناءً على هذا تمَّت صياغة أسماء شائعة جديدة، كما تمَّ إحياء بعض التسميات العلميَّة القديمة، الأمر الذي نجم عنه ظهور ما يلي: أفعى الجُرذان الشرقيَّة (Elaphe alleghaniensis، الآن Pantherophis alleghaniensis)، وثعبان الجُرذان المركزيَّة (Elaphe spiloides، الآن Pantherophis spiloides)، وأفعى الجُرذان الغربيَّة (E. obsoleta، الآن P. obsoletus). غير أنَّ هذه الأنواع الثلاثة لم تكن تختلف عن بعضها من الناحية الشكليَّة على الإطلاق، بل تطابقت عدَّة خصائص من خصائصها مع بعضها عند فحصها. كذلك أظهرت دراسة حديثة أنَّ السُلالتين P. alleghaniensis وP. spiloides تتهجَّن طبيعيًّا في براري أونتاريو.
عام 2008 أعاد عُلماء آخرون إحياء الفكرة سالفة الذِكر، مُقترحين اسم الجنس Scotophis ليضم الأنواع الثلاثة المُقترحة سابقًا. لكن الدراسات الحديثة عادت لتضحد هذه الفكرة مُجددًا.

## قراءات أخرى
- Utiger U, Helfenberger N, Schatti B, Schmidt C, Ruf M, Ziswiler V. 2002. Molecular systematics and phylogeny of Old and New World ratsnakes, Elaphe Auct., and related genera (Reptilia, Squamata, Colubridae). Russian Journal of Herpetology 9(2):105-124.
- Say, T. In إدوين جيمس 1823. Account of an Expedition from Pittsburgh to the Rocky Mountains, Performed in the Years 1819,1820. By Order of the Hon. J.C. Calhoun, Secretary of War, Under the Command of Maj. S.H. Long, of the U.S. Top. Engineers. Compiled from the Notes of Major Long, Mr. T. Say, and other Gentlemen of the Party. Volume I. vii + 344 pp. (Coluber obsoletus, p. 322.)

## وصلات خارجية
- ثعبان الجُرذان - Elaphe obsoleta في موقع HerpNet. تاريخ الولوج 2 يونيو 2008.
- صورة لثعبان الجُرذان الغربيَّة في موقع پيكاسا. تاريخ الولوج 2 يونيو 2008.
- جمهرات ثعبان الجُرذان الغربيَّة في جنوب أونتاريو بكندا تاريخ الولوج 17 أكتوبر 2008.
- ثعبان الجُرذان السوداء في موقع الموارد الطبيعيَّة بكندا.
- «الثعابين السوداء»: التعريف بها وإيكولوجيَّتها - نشرة من جامعة فلوريدا.
- الأسماء العلميَّة والإنگليزيَّة القياسيَّة للبرمائيَّات والزواحف الأمريكيَّة الشماليَّة بما فيها تلك القاطنة شمال المكسيك. الإصدار 6.1.